# 貝爾弗拉特 (亞利桑那州)
貝爾弗拉特（英語：Bear Flat）是位於美國亞利桑那州希拉縣的一個人口普查指定地區。根據2010年美國人口普查，該地共人口500人，而該地的面積約為0.55平方千米。

## 地理
貝爾弗拉特的座標為34°17′35″N 111°04′03″W / 34.29306°N 111.06750°W，而該地最高點為海拔高度1513米（即4964英尺）。